# .17 HMR
Le calibre .17 HMR (Hornady Magnum Rimfire), dérivé du .22 WMR, est classé en catégorie C en France.
C’est un calibre à percussion annulaire utilisé pour le tir de loisir dans des conditions sécurisées (tir obligatoirement fichant) et en stand ou pour les nuisibles aux États-Unis (tir des chiens de prairie, régulation des nuisibles). Son atout par rapport à la .22 Magnum et la famille .22 Long Rifle est sa balle frangible qui explose à l'impact, laissant peu de chance à l'animal touché de survivre ou de fuir (vitesse élevée (810 m/s en sortie de bouche) du projectile, balle type v-max ou hollow point). Il est adapté au petit gibier à poil jusqu'au coyote à petite distance. C'est un très bon calibre pour une distance de 100 mètres à 200 mètres dépendant du gibier et du vent.
En France, cette munition étant à percussion annulaire et manquant de puissance, elle n'est pas autorisée pour la chasse aux ongulés.
Ce calibre commence à se répandre en France. Aux États-Unis, il est très populaire pour les nuisibles.

## Caractéristiques
- Longueur de l’étui : 26,81 mm
- Diamètre du projectile : 4,31 mm
- Poids du projectile : 1,1 gramme pour une tête creuse, 1,645 gramme pour un projectile chemisé
- Charge de poudre : 0,355 gramme
- Vitesse de la balle : 810 m/s
- Énergie développée : 361 joules